# Erich Martin Hering
Erich Martin Hering (* 10. November 1893 in Heinersdorf, ehemals Oststernberg (Neumark); † 18. August 1967 in Berlin) war ein deutscher Entomologe, der auf Miniermotten (Gracillariidae) spezialisiert war. Er war Autor eines dreibändigen Bestimmungswerkes für europäische Blattminen. Am Museum für Naturkunde in Berlin war er Kurator. Ein Teil seiner Blattminensammlung befindet sich im Museum Wiesbaden. Darüber hinaus sind dort auch die Sammlungen von Friedrich Ludwig Stellwaag, die von Hering geprüft worden sind.
Friedrich Wilhelm Niepelt benannte ihm zu Ehren den Edelfalter Tanaecia heringi Niepelt, 1935.

## Schriften
- Die Ökologie der blattminierenden Insektenlarven. 253 Seiten, 2 Tafeln, Borntraeger, Berlin 1926
- Biology of leaf-miners. Junk, Den Haag 1951
- Bestimmungstabellen der Blattminen von Europa einschließlich des Mittelmeerbeckens und der Kanarischen Inseln . Band 1–2: Bestimmungsschlüssel, 1185 Seiten; Band 3: Zeichnungen, 211 Seiten; ’s-Gravenshage, Holland, 1957